# Punk rock

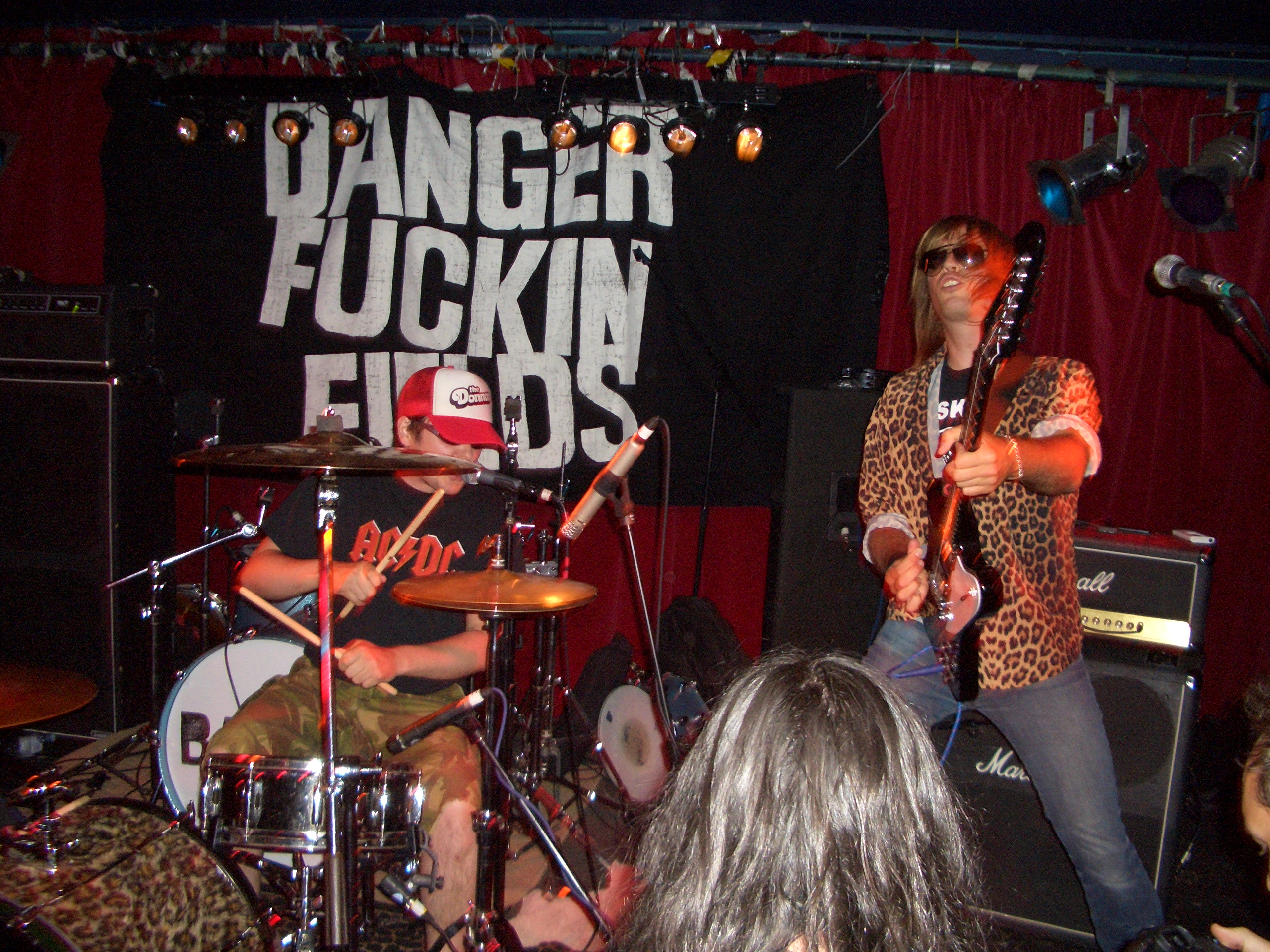
Formația The Dangerfields

Punk rock-ul este un gen de muzică rock, asociat cu subcultura punk, de tip anti-establishment (împotriva autorității instituționalizate, împotriva convențiilor societății) care a început la mijlocul anilor '70. Precedat de o varietate de muzică „protopunk” din anii '60 și începutul anilor '70, punk rockul s-a dezvoltat între 1974 și 1977 în Statele Unite, Marea Britanie și Australia, unde trupe precum The Ramones, Sex Pistols, sau The Clash au fost recunoscute drept avangardistele acestei mișcări muzicale.
Trupele punk, evitând excesele percepute ale rockului „mainstream” din anii '70, au creat o muzică scurtă, rapidă și dură, cu instrumentație minimă și versuri de multe ori politice sau nihiliste. Subcultura punk, asociată muzicii, se caracterizează prin rebeliune juvenilă, haine specifice, o varietate de ideologii anti-autoritariene și prin atitudine DIY („do it yourself”).
Punk rockul a devenit un fenomen major în Regatul Unit spre sfârșitul anilor '70; popularitatea în lume era însă limitată. De-a lungul anilor '80, forme de punk rock au apărut pe scene din întreaga lume, de multe ori refuzând succesul comercial și asocierea cu cultura mainstream. Până la sfârșitul secolului XX, moștenirea lăsată de punk rock a dus la dezvoltarea mișcării rockului alternativ, și noi trupe de punk rock au popularizat acest gen, la câteva decade după prima lui înflorire.

## Caracteristici
Primul val de punk intenționa să fie modern într-un mod agresiv, distanțându-se de bombasticitatea și sentimentalismul rockului anilor '70. Conform bateristului The Ramones, Tommy Ramone: „În forma lor inițială, multe lucruri din anii '60 erau inovatoare și antrenante. Din păcate, ce s-a întâmplat a fost că cei care nici măcar nu erau stare să țină o lumânare aprinsă pentru artiști precum Hendrix, au început să improvizeze. S-a ajuns la solo-uri interminabile care nu duceau nicăieri. În 1973 deja îmi dădusem seama că era nevoie de un rock 'n' roll în stare pură, sincer, fără vrăjeală”. John Holmstrom, fondatorul fanzine-ului „Punk”, își amintește că „punk rockul trebuia să apară deoarece scena rock devenise atât de domesticită încât muzica lui Billy Joel sau a lui Simon and Garfunkel era considerată rock and roll, cu toate că pentru mine și ceilalți fani, rock and roll-ul însemna o muzică sălbatică, avidă de libertate și plină de rebeliune, imposibil de a fi tinuta sub control.”.
Conform descrierii criticului Robert Christgau, „A fost de asemenea o subcultură care a respins cu dispreț idealismul politic și prosteala flower-power californiană a mitului hippie”. În schimb, Patti Smith a sugerat în documentarul „25 Years of Punk” că hipioții și punkiștii erau uniți de aceeași mentalitate anti-establishment. În orice caz, unele figuri majore ale mișcării punk au respins nu doar rockul mainstream și cultura asociată acestuia, ci și pe cei mai importanți predecesori: „Fără Elvis, Beatles sau Rolling Stones în 1977”, au declarat cei de la The Clash. Acel an (1977), când punkul a erupt la scală națională în Marea Britanie, avea să fie un „an zero” atât muzical, cât și cultural. Deși nostalgia a fost discreditată, mulți au adoptat o atitudine nihilistă, reprezentată de sloganul Sex Pistols „No Future” („Fără viitor”).
Trupele punk de multe ori rivalizează cu structurile și aranjamentele muzicale simple ale garage rock-ului anilor '60. Acest accent pus pe accesibilitate exemplifică estetica DIY a muzicii punk, în contrast cu ceea ce adepții ei consideră efectele muzicale și cerințele tehnologice ostentative a multora dintre trupele mainstream din anii '70. Un număr din 1976 a fanzineului punk „Sideburns” a conținut o imagine cu trei corzi, explicată „Acesta este un acord, acesta este încă unul, acesta este al treilea. Acum formați o trupă”.

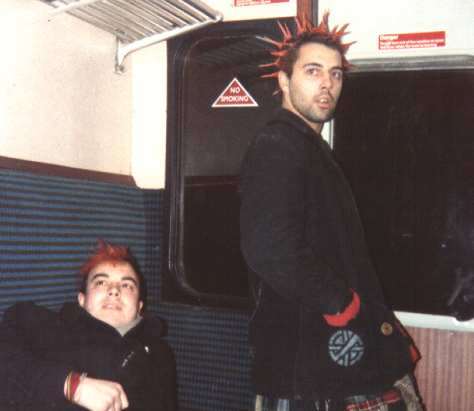
Punkeri din Regatul Unit, circa 1986

Instrumentația punk tipică include una sau două chitare electrice, un bas electric, un set de tobe plus partea vocală. În primii ani de punk rock, virtuozitatea muzicală era privită cu suspiciune. Conform lui John Holmstrom, punkul era „rock and roll făcut de oameni nu foarte talentați ca muzicieni, dar care totuși simțeau nevoie să se exprime prin muzică”.
Vocaliștii punk sună uneori nazal, și versurile sunt mai degrabă strigate decât cântate în sens convențional. Solo-urile de chitară complicate sunt considerate necesare, deși unele întreruperi de chitară sunt obișnuite. Părțile de chitară au tendința să includă acorduri puternice foarte distorsionate, deși unele trupe punk au fost influențate de surf rock și au un ton mai ușor, mai sonor. Părțile de chitară bas sunt de multe ori elementare, folosite pentru a menține ritmul, deși unii basiști punk precum Mike Watt au pus accent pe o tehnică mai sofisticată a basului. Basiștii folosesc deseori un plectru, datorită succesiunii foarte rapide a notelor, care face folosirea degetelor impractică. În general, tobele au un sunet greu și uscat, și necesită o instalare minimă. Producția este economică, unele cântece fiind înregistrate acasă.
Cântecele punk au de regulă între două și două minute și jumătate, deși unele durează mai puțin de un minut. Majoritatea cântecelor timpurii mențineau forma rock 'n' roll tradițională de versuri-refren și semnătura de timp 4/4. Însă trupele punk din al doilea val, incluzându-le pe cele din subgenurile post-punk și hardcore punk, au căutat adesea să rupă cu acel format. În stilul hardcore, maniera de a lovi tobele este mult mai rapidă, versurile fiind pe jumătate strigate și chitarele agresive. În opinia criticului Steven Blush, „Sex Pistols era încă rock'n'roll... precum versiunea nebună a lui Chuck Berry. Hardcore-ul însă s-a depărtat în mod radical de asta. Nu era rock de tip versuri-refren. A contrazis orice noțiune privind scrierea textelor. Avea un format aparte”.
Versurile punk sunt caracterizate de franchețe și îndeamnă la confruntare, comentând deseori pe teme politice și sociale. Cântece care au stabilit trenduri, precum „Career Opportunities” de la The Clash sau „Right to Work” de la Chelsea au legătură cu șomajul, plictiseala și alte realități sumbre ale vieții urbane. Cântecele „God Save the Queen” și „Anarchy in the U.K.” de la Sex Pistols ridiculizează sistemul politic britanic. Există și tendința de a prezenta relațiile și sexul într-o manieră deloc romantică, precum în piesa „Love Comes in Spurts” de la The Voidoids. Conform fondatorului „Search and Destroy”, V. Vale, Punkul a fost o revoltă culturală totală. A fost o confruntare dură cu partea întunecată a istoriei și a culturii, cu fantezia de dreapta, cu tabuurile sexuale, o confruntare nerealizată de nici o generație anterioară într-un mod atât de profund.
Cu Patti Smith ca pionier, Siouxsie Sioux, The Slits, Pauline Murray, Nina Hagen, Gaye Advert, Poly Styrene și alte vocaliste, compozitoare și instrumentaliste au introdus un nou tip de feminitate în muzica rock : „Au adoptat poza dură, puțin feminină, a unor trupe de garaj din anii '60, mai degrabă decât atitudinea calculată, de fată rea, a unor trupe precum The Runaways. Au mers mai departe de hainele de piele, până la accesoriile de «bondage» a celor de la Sioux sau androginia lui Smith. Au reușit să articuleze o furie feminină care a depășit furia mișcărilor feministe din anii '60”.
Look-ul clasic al muzicienilor punk masculini se rezumă la combinația de tricou, geacă de motociclist și blugi, asociată „greaser”-ilor americani din anii '50, scenei „rockabilly” și rockerilor britanici din anii '60. În anii '80 tatuajele și piercingurile au devenit comune printre muzicienii și fanii punk.